# Грузія на зимових Олімпійських іграх 2022
Грузія взяла участь у зимових Олімпійських іграх 2022 року, що тривали з 4 до 20 лютого 2022 року в Пекіні, Китай.
26 січня 2022 року оголосили збірну Грузії у складі дев'яти спортсменів (п'ять чоловіків і чотири жінки), які будуть змагатись в трьох видах спорту.

## Учасники
| Спорт               | Чоловіки | Жінки | Всього |
| ------------------- | -------- | ----- | ------ |
| Гірськолижний спорт | 1        | 1     | 2      |
| Фігурне катання     | 3        | 3     | 6      |
| Санний спорт        | 1        | 0     | 1      |
| Всього              | 5        | 4     | 9      |

## Гірськолижний спорт
| Спортсмен       | Змагання           | 1 спуск | 2 спуск | Усього  | Місце |
| --------------- | ------------------ | ------- | ------- | ------- | ----- |
| Сосо Джафарідзе | Гігантський слалом | DNF     | DNF     | DNF     | DNF   |
| Ніно Циклаурі   | Гігантський слалом | 1:04.49 | 1:05.38 | 2:09.87 | 34    |
| Ніно Циклаурі   | Слалом             | 1:00.11 | 1:00.37 | 2:00.48 | 42    |

## Фігурне катання
| Спортсмени                     | Змагання         | Коротка програма/ оригінальний танець | Коротка програма/ оригінальний танець | Довільна програма/ довільний танець | Довільна програма/ довільний танець | Усього    | Усього |
| Спортсмени                     | Змагання         | Результат                             | Місце                                 | Результат                           | Місце                               | Результат | Місце  |
| ------------------------------ | ---------------- | ------------------------------------- | ------------------------------------- | ----------------------------------- | ----------------------------------- | --------- | ------ |
| Моріс Квітелашвілі             | Чоловіче катання | 97.98                                 | 5 Q                                   | 170.64                              | 11                                  | 268.62    | 10     |
| Анастасія Губанова             | Жіноче катання   | 65.40                                 | 10 Q                                  | 135.58                              | 10                                  | 200.98    | 11     |
| Каріна Сафіна / Лука Берулава  | Пари             | 66.11                                 | 9 Q                                   | 126.33                              | 8                                   | 192.44    | 9      |
| Марія Казакова / Георгій Ревія | Танці на льоду   | 67.08                                 | 18 Q                                  | 97.25                               | 19                                  | 164.33    | 19     |

| Спортсмени                     | Змагання          | Коротка програма | Коротка програма | Коротка програма | Коротка програма      | Довільна програма  | Довільна програма  | Довільна програма  | Довільна програма     | Результат | Результат |
| Спортсмени                     | Змагання          | Сума             | Місце            | Очки             | Командні очки (місце) | Сума               | Місце              | Очки               | Командні очки (місце) | Очки      | Місце     |
| ------------------------------ | ----------------- | ---------------- | ---------------- | ---------------- | --------------------- | ------------------ | ------------------ | ------------------ | --------------------- | --------- | --------- |
| Моріс Квітелашвілі             | Командні змагання | 92,37            | 4                | 7                | 22 (6)                | Не кваліфікувалися | Не кваліфікувалися | Не кваліфікувалися | Не кваліфікувалися    | 22        | 6         |
| Анастасія Губанова             | Командні змагання | 67,56            | 4                | 7                | 22 (6)                | Не кваліфікувалися | Не кваліфікувалися | Не кваліфікувалися | Не кваліфікувалися    | 22        | 6         |
| Каріна Сафіна / Лука Берулава  | Командні змагання | 64,79            | 6                | 5                | 22 (6)                | Не кваліфікувалися | Не кваліфікувалися | Не кваліфікувалися | Не кваліфікувалися    | 22        | 6         |
| Марія Казакова / Георгій Ревія | Командні змагання | 64,60            | 8                | 3                | 22 (6)                | Не кваліфікувалися | Не кваліфікувалися | Не кваліфікувалися | Не кваліфікувалися    | 22        | 6         |

## Санний спорт
| Спортсмени         | Змагання               | Заїзд 1  | Заїзд 1 | Заїзд 2  | Заїзд 2 | Заїзд 3  | Заїзд 3 | Заїзд 4    | Заїзд 4    | Загалом  | Загалом | Загалом |
| Спортсмени         | Змагання               | Час      | Місце   | Час      | Місце   | Час      | Місце   | Час        | Місце      | Час      | Відрив  | Місце   |
| ------------------ | ---------------------- | -------- | ------- | -------- | ------- | -------- | ------- | ---------- | ---------- | -------- | ------- | ------- |
| Саба Кумаріташвілі | Чоловічі одиночні сани | 1:00,211 | 30      | 1:00,146 | 32      | 1:00,036 | 31      | Не пройшов | Не пройшов | 3:01,634 | Н/Д     | 31      |